# Bogdan Tașcău
Bogdan Marian Tașcău (20 martie 1977, Bucuresti, România) este un cântăreț, compozitor și producător muzical român, unul dintre primii care a abordat genul de muzică dance în țara sa. A făcut parte din formația MB&C cu care a lansat The Romanian Jungle, primul material dance românesc,  apoi și-a început cariera de solist sub numele de Dl. Problemă, inspirându-se din piesa cu același titlu a formației MB&C.  A lansat EP-ul Señorita și cântecul „Beau, beau”, care a avut parte de succes în rândul muzicii de petrecere.
Cu numele de scenă Mister M, Bogdan a făcut parte din grupul Todomondo alături de care a reprezentat România la Concursul Muzical Eurovision din 2007 cu piesa „Liubi, liubi, I love you”; grupul s-a clasat pe locul 13.
În 2010, Bogdan a creat alături de Rareș Varniote grupul de reggaeton Free Deejays, lansând piesa „You Know” în colaborare cu americanul de origine jamaicană Buppy Lennox. În 2012 sub aceeași formulă a fost lansat single-ul “Mi Ritmo” care a ajuns în Billboard Latino și a făcut zeci de milioane de vizualizări online. 
Dl. Problemă este responsabil și pentru înființarea grupului pop “Alb Negru”, format din Kamara și Andrei Ștefănescu, dar atât cât și pentru grupul Yarabi cu care a avut succes la nivel internațional în anii 2000. 
În 2019 Bogdan Tascau sub numele Dl. Problema, lansează nouă melodie "Bogat".